# Sigmund and the Sea Monsters
Sigmund and the Sea Monsters är en amerikansk TV-serie som gick i två säsonger mellan 1973 och 1975.

## Handling
Sigmund är ett sjöodjur som skäms inför sin familj, för till skillnad från andra normala sjöodjur vill Sigmund inte skrämma någon. Han rymmer hemifrån och träffar Johnny och Scott. De tre blir snabbt bästa vänner. Johnny och Scott gömmer Sigmund i deras klubbhus, och de gör sitt bästa för att hindra Sigmunds familj från att kidnappa honom och att hålla honom hemlig för alla andra.

## Rollista i urval
- Johnny Whitaker - Johnny Stuart
- Scott C. Kolden - Scott Stuart
- Billy Barty - Sigmund Ooze
- Mary Wickes - Faster Zelda
- Larry Larsen - Blurp Ooze
- Paul Gale - Slurp Ooze
- Joe Higgins - Chuck Bevans